# Радченко, Василий Иванович
Радченко Василий Иванович (22 марта 1913 — 4 февраля 1983) — советский военнослужащий, участник Великой Отечественной войны, Герой Советского Союза (1943), капитан.

## Биография
Родился в селе Горобиевка ныне Сребнянского района Черниговской области. Окончил неполную среднюю школу. Потом работал в колхозе.
В 1935 году призван в ряды Красной Армии. В 1939 году окончил курсы младших лейтенантов. С июня 1941 года на фронтах Великой Отечественной войны. Воевал на Центральном фронте.
В сентябре 1943 года командир истребительно-противотанковой батареи 4-го гвардейского стрелкового полка капитан Радченко В. И. отличился в боях при форсировании Десны в районе населённого пункта Максим, Днепра у села Теремцы Чернобыльского района Киевской области и Припяти в районе села Оташев Киевской области.
16 октября 1943 года за мужество и героизм, проявленные при форсировании Десны, Днепра и Припяти, присвоено звание Героя Советского Союза с вручением ордена Ленина и медали «Золотая Звезда».
Также награждён орденами Красного Знамени, Александра Невского, Отечественной войны 1-й и 2-й степеней, Красной Звезды, медалями.
В 1947 году окончил Высшую офицерскую штабную школу. С 1953 года ушёл в запас. Жил и работал в городе Белгород-Днестровский Одесской области. Умер 4 февраля 1983 года.